# Schaduwkostenmethode
De schaduwkostenmethode is een van de waarderingsmethoden om iets dat verloren gaat te vervangen of herstellen. Deze methode wordt veelal gebruikt om in één keer een heel ecosysteem te waarderen door één enkel schaduwproject te definiëren.

## Algemene toepassingsmogelijkheden
Een schaduwproject kan een vervangingsproject zijn. In dat geval wordt de waarde van het te waarderen gebied gelijkgesteld aan wat het kost om het gebied te vervangen als het verloren zou gaan. Wanneer bijvoorbeeld een bos wordt gekapt ten behoeve van woningbouw, geven de kosten van de aanplant van een nieuw bos de waarde van het oude bos weer.
Deze benadering is echter niet toepasbaar binnen maatschappelijke kosten-batenanalyses, wanneer de vraag is of we het bos wel moeten vervangen. Dan willen we immers weten of de baten die het bos voortbrengt groter dan de vervangingskosten. Wanneer men nu de baten gelijk stelt aan de vervangingskosten ontstaat een cirkelredenering, waarbij kosten en baten per definitie aan elkaar gelijk zijn. In dat geval kan de waardering van de verscheidene ecosysteemfuncties van het bos op basis van vermeden bestrijdingskosten uitkomst bieden. In plaats van één vervangingsproject worden dan meerdere bestrijdingsmaatregelen als schaduwproject gehanteerd. Dan kunnen de vervangingskosten van het ecosysteem vergeleken worden met de baten van allerlei uitgespaarde bestrijdingskosten, zoals waterzuiveringskosten.

## Geschiktheid voor ecosysteemfuncties
Op basis van vervangingskosten kan men geen individuele ecosysteemfuncties waarderen. Vervangingskosten worden doorgaans gebruikt om in één keer een heel ecosysteem te waarderen. Met behulp van bestrijdingskosten kan men wel individuele ecosysteemfuncties waarderen, namelijk regulatiefuncties, zoals nutriëntenzuivering of metalenafvang. Er worden immers daadwerkelijk zuiveringskosten gemaakt omdat het water niet schoon genoeg is. Hierbij geldt wel de kanttekening dat er meer of minder zuiveringskosten gemaakt kunnen worden dan er op grond van de uiteindelijke baten van schoon water, zoals volksgezondheid, gemaakt zouden moeten worden.